# Michael Ballam
Michael Ballam (Født 1952) er generaldirektøren for Utah Festival Opera og professor på Utah State University. Han er pianist, operasanger og oboist. Han er mest kendt for sin rolle som Lucifer i mormonernes hellige tempelvideo, som vises, hver gang en mormon går gennem mormontemplet for at udføre den såkaldte begavelse, for sig selv eller på vegne af en afdød. Derudover har Ballam givet koncerter i Amerika, Europa, Sovjetunionen, Asien, Vaticanet og i det hvide hus. Han har været medlem af mormonkirken hele livet.